# John Carpenter (frågesportsdeltagare)
John Carpenter, född 24 december 1967, var den första deltagaren i USA att vinna den högsta summan, en miljon dollar, i den amerikanska versionen av TV-programmet Vem vill bli miljonär?. Den historiska händelsen utspelade sig den 9 november 1999. Carpenter höll platsen som den personen som vunnit mest pengar på en frågesport i TV någonsin i USA till rekordet bröts av Rahim Oberholtzer i TV-programmet Twenty One. Carpenter var också den första att vinna högsta priset av alla internationella versioner av Vem vill bli miljonär? (och den enda att vinna högsta priset i serien under 1990-talet).
Carpenter kommer ifrån Hamden, Connecticut. Han utexaminerades från Rutgers University år 1990 med en examen i ekonomi. Före hans framträdande i programmet arbetade han som tulltjänsteman för den amerikanska skattemyndigheten, Internal Revenue Service (IRS).
När han avslöjade sitt yrke på Vem vill bli miljonär? buade publiken skämtsamt åt honom.
Bara en annan deltagare hade nått den sista frågan och det genom användning av alla tre tillåtna livlinor. Carpenter nådde den sista utan att använda en enda. Detta var redan i det tolfte avsnittet av första säsongen. Frågan för en miljon dollar var "Vilken av dessa före detta presidenter har framträtt i TV-serien Laugh-In?" Alternativen var i följande ordning: Lyndon Johnson, Richard Nixon (rätt svar), Jimmy Carter och Gerald Ford. Carpenter använde sin "ringa en vän"-livlina för att ringa sin pappa där följande samtal utspelade sig:
| ” | Regis Philbin: ...John du har trettio sekunder, som börjar nu. John: Hej, pappa. Tom: Hej! John: Um...jag behöver egentligen inte din hjälp, jag vill bara att du ska veta att jag kommer att vinna en miljon dollar..." (publiken börjar skratta, sedan jubla) John: (med sju sekunder kvar) ...för den amerikanska president som har framträtt i Laugh-In är Richard Nixon och det är mitt slutgiltiga svar. Regis: Jamen, gud. Vad kan jag säga förutom: Debbie (Carpenters fru), du kommer att få åka till Paris, för detta är det slutgiltiga svaret som hörs jorden runt, han har vunnit en miljon dollar! (publiken jublar vilt) | „ |

## Efterföljare
Carpenter deltog i specialprogrammet Vem vill bli miljonär? "Champions Week" där han vann $250 000 åt sig själv och sin välgörenhetsstiftelse.
Han framträdde som sig själv i ett avsnitt av TV-serien Oz (säsong 4, avsnitt 9, "Medium Rare"), som sändes 7 januari 2001 i amerikansk TV. Han spelade en deltagare i det fiktiva frågesportsprogrammet "Up Your Ante" som fångarna i Em City tittar på. Programmet i programmet så att säga, leddes av Gordon Elliott med Eartha Kitt som framträder som en kändisdeltagare. Han förlorar på 1-miljondollarsfrågan där han misstar Burkina Fasos huvudstad Ouagadougou med "Ouagagougou."
År 2004 deltog han i Who Wants to Be a Super Millionaire som en av de "tre vise männen".
Han framträder också i en sketch i TV-serien Saturday Night Live där han skämtar om sig själv. Donald Trump, spelad av Darrell Hammond ringer upp Carpenter för att berätta att han lät ganska arrogant, syftande då på hans telefonsamtal till sin far under det riktiga avsnitten i frågesportprogrammet.
Han framträdde också som en del av "the Mob" (sits #16) på NBC:s frågetävlingsprogram 1 vs. 100 den 27 oktober 2006.  Han valdes ut av den första deltagaren för hjälp med frågan "Vem av följande personer har inte en sallad döpt efter sig: Bob Cobb, Caesar Cardini eller François Niçoise?" Frågan var värd $51 800 och Carpenter svarade "Bob Cobb", som han hade känt igen som namnet på ett avsnitt av TV-serien Seinfeld. Deltagaren höll med men Cobb salad döptes av en person vid namn Robert Cobb. (Rätta svaret var François Niçoise.)
Carpenter var också deltagare i TV-programmet Grand Slam på kanalen GSN där han förlorade kvartsfinalen mot Michelle Kitt.